# Шуберт, Готтхильф Генрих фон
Готтхильф Генрих фон Шуберт (Gotthilf Heinrich von Schubert; 1780—1860) — немецкий естествоиспытатель и философ. Член Леопольдины (1818), Баварской академии наук (1827), кавалер ордена Максимилиана (1853).

## Биография
Родился 26 апреля 1780 года в Хоэнштайне. Его отец Христиан Готлоб Шуберт (1732—1805) был учителем графа Шенбурга в Рохсбурге, но в 1786 году стал пастором в Хоэнштайне.
С 1790 года изучал теологию в Лейпциге. В 1801 году отправился в Йенский университет изучать медицину, где в мае 1803 года получил докторскую степень.
Поселившись в Альтенбурге, стал практикующим врачом. Однако вскоре оставил свою практику и посвятил себя научной работе в Дрездене. В 1809 году он стал директором средней школы в Нюрнберге, а в 1816 году — воспитателем детей великого герцога Фридриха Людвига Мекленбургского в Людвигслюсте. Здесь он организовал религиозный кружок и читал лекции о натурфилософии Фридриха Шеллинга. Он читал лекции о тёмной стороне естествознания (животный магнетизм, ясновидение, сновидения), которые пользовались успехом у публики. Его обращение к теологии встретило критику со стороны церкви и великого герцога, который публично высмеивал его, называя моравцем и мистиком, а поскольку Шуберт осмелился заступиться за опальных Эрнста Морица Арндта и Фридриха Людвига Яна.
В 1819 году Шуберт был приглашён профессором естествознания в Эрлангенский университет, где читал лекции по ботанике, геогнозии, минералогии и лесному хозяйству В 1827 году перешёл в Мюнхенский университет профессором естествознания.
В 1836—1837 годах он возглавил экспедицию в Палестину, где был собран обширный зоологический и ботанический материал. Михаэль Пиус Эрдль, сопровождавший Шуберта, с помощью барометрических измерений определил, что долина реки Иордан спускается к Мертвому морю и находится значительно ниже уровня Средиземного моря.
Умер 1 июля 1860 года в Лауфцорне близ Мюнхена.
В философии Шуберт следовал религиозно-мистическому направлению. Его естественноисторические труды касаются общих вопросов. Кроме этого, Шуберт напечатал разные учебники естествознания, отчасти для средних учебных заведений, пользовавшиеся до начала XX века большим успехом.

## Избранная библиография
- «Ahnungen einer allgemeinen. Geschichte des Lebens» (Лейпциг, 1806—20);
- «Handbuch der Naturgeschichte» (Нюрнберг, 1813—1823);
- «Lehrbuch der Naturgeschichte für Schulen und zum Selbstunterricht» (1-е изд., 1823; 21-е изд., 1871, Франкфурт; переведено на русский язык под заглавием «Руководство к познанию естественной истории и т. д.», Дерпт, 1841);
- «Die Urwelt und die Fixsterne» (Дрезден, 1823; 2-е изд., 1839);
- «Altes und Neues aus dem Gebiete der inneren Seelenkunde» (Лейпциг и Эрланген, 1817—44);
- «Allgemeine Naturgeschichte etc.» (Эрланген, 1826; 3-е изд., 1852);
- «Reise durch das südl. Frankreich und Italien» (там же, 1827—31);
- «Geschichte der Seele» (Штутгарт, 1880; 5-е изд., 1878);
- «Reise in das Morgenland etc.» (Эрланген, 1838—39; 2-е изд., 1840—41);
- «Das Weltgebäude, die Erde und die Zeiten des Menschen auf der Erde» (Эрланген, 1852);
- «Spiegel der Natur, ein Lesebuch zur Belehrung und Unterhaltung» (там же, 1852);
- «Der Erwerb aus einem vergangenen und die Erwartungen von einem zukünftigen Leben» (автобиография, Эрланген, 1854—1856)